# Куліцидоз

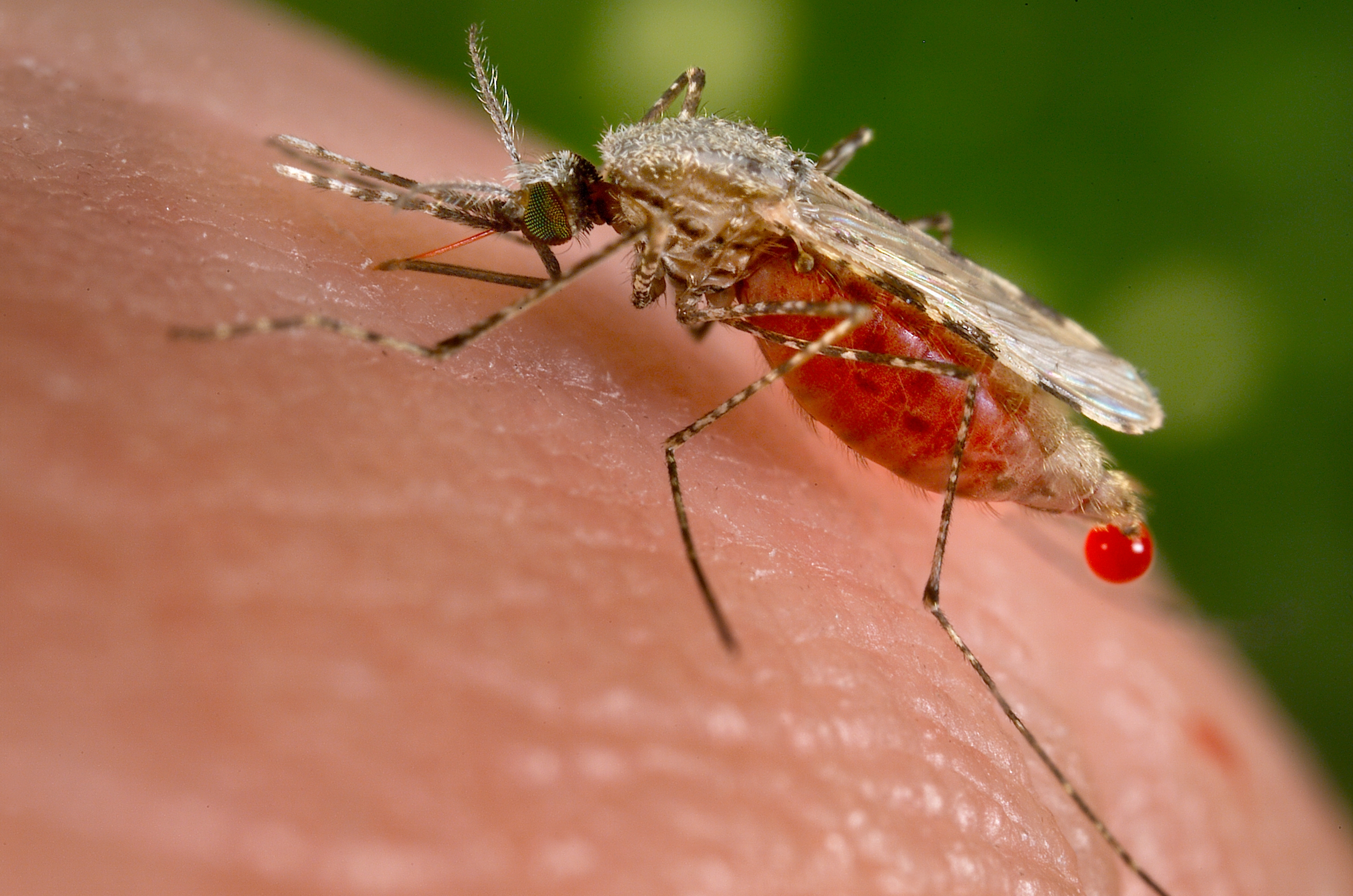
Anopheles stephensi

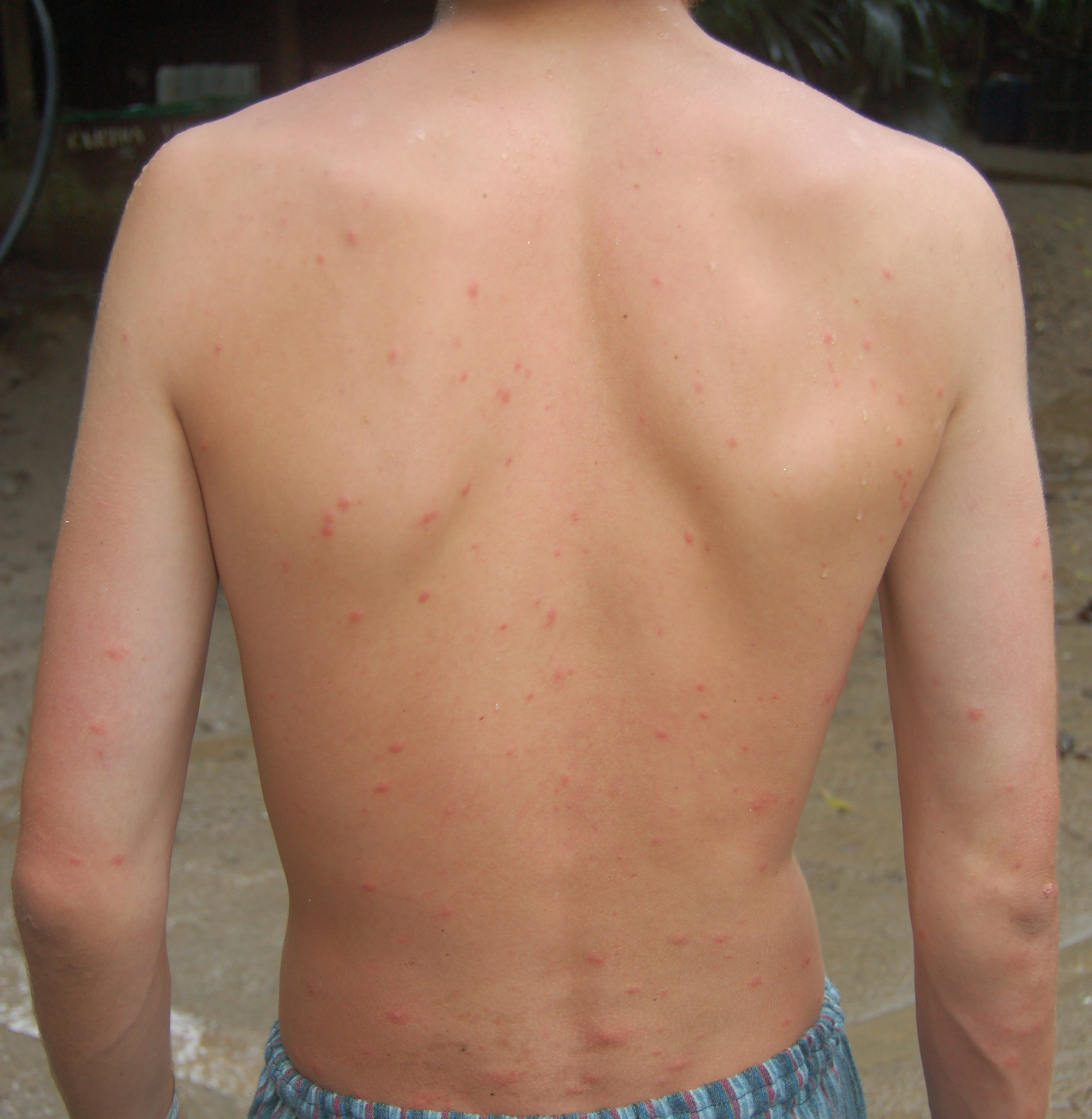
Сліди від укусів спини комарами.

Куліцидоз (лат. Culicidosis, синонім Комарина алергія) — алергічна реакція на укуси комарів.

## Етіологія
Комарі Culicidae (загін Diptera) — тимчасові ектопаразити-гематофаги, нападають зазвичай вночі, входять до складу гнуса. Кровосисних комарів поділяють на малярійних (рід Anopheles) і немалярійних (роди Aedes, Culex, Mansonia, Culiseta тощо).

## Клінічні прояви
Укус комара супроводжується набряками, висипом, у тяжких випадках може бути гарячка, сильний головний біль, напади задухи. Встановлено наявність алергенів в слині комарів, які стимулюють активну алергічну відповідь. У людей з підвищеною чутливістю до укусів комарів на шкірі в місці укусів зазвичай виникає місцева алергічна реакція у вигляді набряку, гіперемії, папульозного або піхурчастого висипу. Зустрічаються і більш виражені реакції: від гігантської інфільтрації на місці укусу, яка зберігається протягом 3-4 тижнів, до системних проявів у вигляді генералізованого висипу і нападів ядухи. При множинних укусах можуть з'явитися ознаки інтоксикації, гарячка, головний біль. Реакція на укус може бути значною, що відбувається при одночасному укусі декількох десятків комах, вона характеризується загальною слабкістю, головним болем, нудотою, блюванням. Розчіси місць укусів можуть привести до приєднання вторинної інфекції.

## Хвороби, які переносяться комарами
Комарі можуть бути переносниками арбовірусних інфекцій, філяріїдозів, туляремії. Одних тільки патогенних для людини вірусів, комарі переносять більше 50 видів .

## Лікування
Лікування: свербіж можна усунути, якщо змочити шкіру нашатирним спиртом або розчином питної соди: 1/2 чайної ложки на склянку води. У деяких випадках свербіж проходить, якщо місце укусу відразу змастити сіллю, сольовим дезодорантом або сольовим розчином. У разі необхідності можна пройти спеціальний курс специфічної імунотерапії, який дозволяє знизити чутливість організму до слини комах і їхніх метаболітів. Прогноз сприятливий. 
Заходи боротьби — захист від укусів комарів за допомогою репелентів.